# Ténoulé
Ténoulé est une localité du département de Guéguéré, dans la province d’Ioba (région du Sud-Ouest) au Burkina Faso. En 2006, cette localité comptait 1 839 habitants dont 51.7% de femmes.